# Liste von Burgen, Schlössern und Festungen im Département Haute-Vienne
Die Liste von Burgen, Schlössern und Festungen im Département Haute-Vienne listet bestehende und abgegangene Anlagen im Département Haute-Vienne auf. Das Département zählt zur Region Nouvelle-Aquitaine in Frankreich.

Wappen des Départements Haute-Vienne (87)
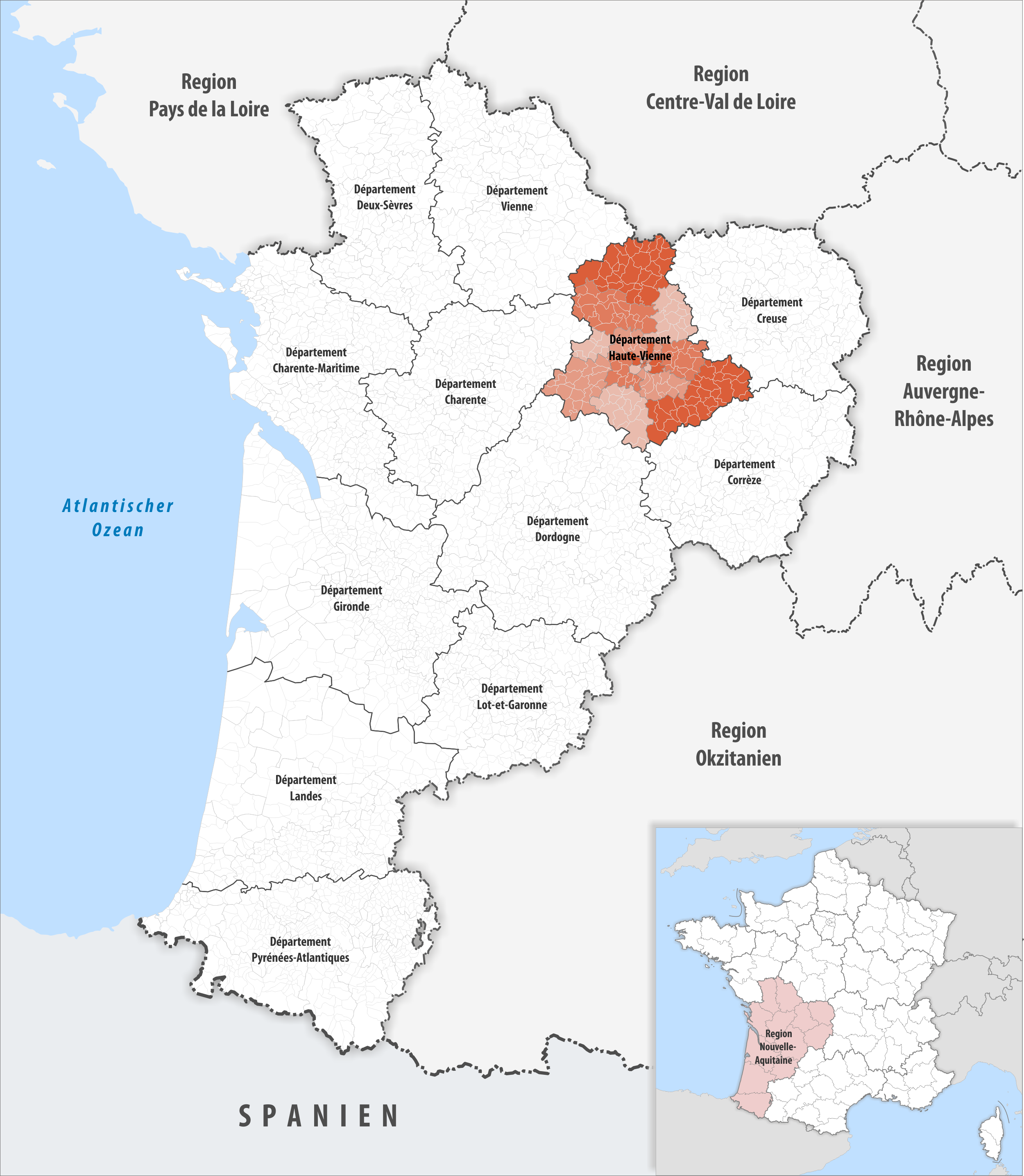
Lage des Départements Haute-Vienne in der Region Nouvelle-Aquitaine
Lage der Region Nouvelle-Aquitaine in Frankreich

## Liste
Bestand am 8. Dezember 2022: 89
| Name deu / fra                                                                   | Gemeinde / Lage                                  | Typ (Untertyp)          | Bemerkungen | Bild |
| -------------------------------------------------------------------------------- | ------------------------------------------------ | ----------------------- | --- | ---- |
| Burg Aixe Château des vicomtes de Limoges (Tour Jeanne d'Albret, Château d'Aixe) | Aixe-sur-Vienne 45,794444° N, 1,141667° O        | Burg                    | Ruine einer ehemals großen Burg der Grafen von Limoges, auf einem Felssporn gelegen mit Blick auf den Zusammenfluss von Aixette und Vienne |      |
| Herrenhaus Arnac La salle d'Arnac                                                | Arnac-la-Poste                                   | Schloss (Herrenhaus)    | |      |
| Schloss Bagnac Château de Bagnac                                                 | Saint-Bonnet-de-Bellac 46,152055° N, 0,970143° O | Schloss                 | Ruine, aber eine der schöneren Sorte |      |
| Schloss Les Barthon de Montbas Château des Barthon de Montbas                    | Bellac 46,121488° N, 1,046566° O                 | Schloss                 | Heute das Rathaus (Hotel de ville, Mairie)                                                                                                 |      |
| Schloss Beauregard Château de Beauregard                                         | Boisseuil                                        | Schloss                 | |      |
| Schloss Beauvais Château de Beauvais                                             | Limoges                                          | Schloss                 | |      |
| Burg Beireix Château vieux de Beireix                                            | Blond                                            | Schloss                 | |      |
| Schloss Beireix Château de Beireix                                               | Blond                                            | Schloss                 | |      |
| Burg Bellac Château de Bellac                                                    | Bellac 46,118886° N, 1,04888° O                  | Burg (Stadtbefestigung) | Die alte Burg und die Befestigungen sind weitgehend abgegangen, nur der Turm Genebrias (Tour Genebrias) und einzelne Mauern sind übrig.    |      |
| Burg Bonneval Château de Bonneval                                                | Coussac-Bonneval 45,512013° N, 1,325628° O       | Burg                    | Erste Burg im 10. Jahrhundert, dann im 13. Jahrhundert umgestaltet, von da an bis heute im Besitz der Familie de Bonneval                  |      |
| Schloss La Borie Château de la Borie                                             | Solignac                                         | Schloss                 | |      |
| Schloss Le Boucheron Château du Boucheron                                        | Bosmie-l’Aiguille                                | Schloss                 | Heute das Rathaus (Hotel de ville) |      |
| Schloss La Bouchie Domaine de La Bouchie                                         | Aixe-sur-Vienne                                  | Schloss                 | |      |
| Schloss Bourdelas Château de Bourdelas                                           | Vicq-sur-Breuilh                                 | Schloss                 | |      |
| Motte Bré Château de Bré (Motte castrale de Bré)                                 | Coussac-Bonneval                                 | Burg (Motte)            | Ruine im Weiler Bret |      |
| Burg Brie Château de Brie                                                        | Champagnac-la-Rivière                            | Burg                    | Beim Weiler Brie |      |
| Burg Les Cars Château des Cars                                                   | Les Cars                                         | Burg                    | Ruine |      |
| Burg Châlucet Château de Châlucet                                                | Saint-Jean-Ligoure                               | Burg                    | Ruine |      |
| Burg Châlus-Chabrol Château de Châlus-Chabrol                                    | Châlus                                           | Burg                    | Ruine |      |
| Burg Châlus-Maulmont Château de Châlus Maulmont                                  | Châlus                                           | Burg                    | Ruine |      |
| Schloss Le Chambon Château du Chambon                                            | Bersac-sur-Rivalier                              | Schloss                 | Stammt in seiner jetzigen Form hauptsächlich aus der Mitte des 16. Jahrhunderts                                                            |      |
| Turm Château-Chervix Tour de Château-Chervix                                     | Château-Chervix                                  | Burg (Turm)             | 32 m hoher Wohnturm (Donjon) einer ansonsten abgegangenen Burg                                                                             |      |
| Schloss Cloud Château de Cloud                                                   | Saint-Sylvestre                                  | Schloss                 | |      |
| Schloss Combas Château de Combas                                                 | Vicq-sur-Breuilh                                 | Schloss                 | |      |
| Schloss La Cosse Château de la Cosse                                             | Veyrac                                           | Schloss                 | |      |
| Burg Courbefy Château de Courbefy                                                | Bussière-Galant                                  | Burg                    | Ruine, nur eine Kapelle ist noch erhalten                                                                                                  |      |
| Schloss Crochat Château de Crochat                                               | Limoges                                          | Schloss                 | |      |
| Herrenhaus La Croix du Breuil Manoir de La Croix du Breuil                       | Bessines-sur-Gartempe                            | Schloss (Herrenhaus)    | |      |
| Schloss Cromières Château de Cromières                                           | Cussac                                           | Schloss                 | |      |
| Schloss Crouzy Château de Crouzy                                                 | Boisseuil                                        | Schloss                 | Hier wurde Ludwig XI. 1463 gefangen gehalten                                                                                               |      |
| Schloss Drouilles Château de Drouilles                                           | Blond                                            | Schloss                 | |      |
| Schloss Les Ducs Château des Ducs                                                | Mortemart                                        | Schloss                 | |      |
| Schloss Les Essarts Château des Essarts                                          | Limoges                                          | Schloss                 | Im Stadtteil Beaune-les-Mines |      |
| Schloss Estivaux Château d'Estivaux (Eytivaud)                                   | Veyrac                                           | Schloss                 | |      |
| Schloss Etivaud Château d'Etivaud                                                | Vicq-sur-Breuilh                                 | Schloss                 | |      |
| Schloss Eyjeaux Château d'Eyjeaux                                                | Eyjeaux                                          | Schloss                 | |      |
| Schloss Fargeas Logis de Fargeas                                                 | Vicq-sur-Breuilh                                 | Schloss (Logis)         | |      |
| Schloss La Faugeras Château de La Faugeras                                       | Boisseuil                                        | Schloss                 | |      |
| Schloss Faugeras Château de Faugeras                                             | Limoges                                          | Schloss                 | |      |
| Schloss Faye Château de Faye                                                     | Flavignac                                        | Schloss                 | |      |
| Schloss Feytiat Château de Feytiat                                               | Feytiat                                          | Schloss                 | Heute das Rathaus (Mairie) |      |
| Schloss Fontgeaudrant Château de Fontgeaudrant                                   | Limoges                                          | Schloss                 | |      |
| Schloss Le Fraisse Château du Fraisse                                            | Nouic                                            | Schloss                 | |      |
| Schloss Fredaigue Château de Fredaigue                                           | Nantiat                                          | Schloss                 | |      |
| Schloss La Garenne Château de La Garenne                                         | Boisseuil                                        | Schloss                 | |      |
| Schloss Gigondas Château de Gigondas                                             | Isle                                             | Schloss                 | |      |
| Schloss Lage-Ponnet Château de Lage-Ponnet                                       | Bersac-sur-Rivalier                              | Schloss                 | |      |
| Burg Lastours Château de Lastours                                                | Rilhac-Lastours                                  | Burg                    | Ruine |      |
| Schloss Laugerie Château de Laugerie                                             | Feytiat                                          | Schloss                 | |      |
| Schloss Lavergne Château de Lavergne                                             | Nantiat                                          | Schloss                 | |      |
| Schloss Les Leszes Château des Leszes                                            | Nantiat                                          | Schloss                 | |      |
| Schloss Leychoisier Château de Leychoisier                                       | Bonnac-la-Côte                                   | Schloss                 | |      |
| Schloss Leymarie Château de Leymarie                                             | Beynac                                           | Schloss                 | |      |
| Schloss Losmonerie Château de Losmonerie                                         | Aixe-sur-Vienne                                  | Schloss                 | |      |
| Turm Lubignac Tour de Lubignac                                                   | Arnac-la-Poste                                   | Burg (Turm)             | |      |
| Schloss Maillofray Château de Maillofray                                         | Blond                                            | Schloss                 | |      |
| Schloss Marval Château de Marval                                                 | Marval                                           | Schloss                 | |      |
| Schloss Le Mas Cerisé Château du Mas Cerisé                                      | Feytiat                                          | Schloss                 | |      |
| Schloss Le Mas de l’Age Château du Mas de l'Age                                  | Couzeix                                          | Schloss                 | |      |
| Schloss Le Mazeau Château du Mazeau                                              | Rempnat                                          | Schloss                 | |      |
| Burg Monismes Château de Monismes                                                | Bessines-sur-Gartempe                            | Burg                    | Ruine |      |
| Schloss Montagrier Château de Montagrier                                         | Saint-Bonnet-de-Bellac                           | Schloss                 | Im Weiler Montagrier |      |
| Schloss Montauran Château de Montauran                                           | Nantiat                                          | Schloss                 | |      |
| Schloss Montautre Château de Montautre (Montôtre)                                | Fromental                                        | Schloss                 | |      |
| Burg Montbrun Château de Montbrun                                                | Dournazac                                        | Burg                    | |      |
| Burg Le Monteil Château du Monteil                                               | Arnac-la-Poste                                   | Burg                    | Ruine |      |
| Schloss Montmagner Château de Montmagner                                         | Arnac-la-Poste                                   | Schloss                 | War einst Poststation |      |
| Schloss Montméry Château de Montméry                                             | Ambazac                                          | Schloss                 | Hier wurden 2005 Teile des Films Lady Chatterley gedreht, der 2007 mit fünf Césars ausgezeichnet wurde                                     |      |
| Schloss Nexon Château de Nexon                                                   | Nexon                                            | Schloss                 | |      |
| Schloss Nieul Château de Nieul                                                   | Nieul                                            | Schloss                 | |      |
| Schloss Nouailhas Logis de Nouailhas                                             | Vicq-sur-Breuilh                                 | Schloss (Logis)         | |      |
| Schloss Oreix Château d'Oreix                                                    | Arnac-la-Poste                                   | Schloss                 | |      |
| Le Petit Château                                                                 | Vicq-sur-Breuilh                                 | Schloss                 | |      |
| Herrenhaus Le Puy-Martin Manoir du Puy-Martin                                    | Blanzac                                          | Schloss (Herrenhaus)    | |      |
| Schloss Puymesnil Château de Puymesnil                                           | Azat-le-Ris                                      | Schloss                 | |      |
| Schloss Puymori Château de Puymori                                               | Vicq-sur-Breuilh                                 | Schloss                 | |      |
| Schloss Le Puytison Château du Puytison                                          | Feytiat                                          | Schloss                 | |      |
| Burg Ris-Chauveron Château de Ris-Chauveron                                      | Azat-le-Ris                                      | Burg                    | |      |
| Schloss La Rivière-aux-Seigneurs Château de La Rivière-aux-Seigneurs             | Augne                                            | Schloss                 | |      |
| Schloss Rochechouart Château de Rochechouart                                     | Rochechouart                                     | Schloss                 | |      |
| Schloss La Ronze Château de La Ronze                                             | Blond                                            | Schloss                 | |      |
| Schloss Saint-Antoine Château de Saint-Antoine                                   | Bonnac-la-Côte                                   | Schloss                 | Im Ortsteil Maison-Rouge |      |
| Schloss Saint-Lazare Château de Saint-Lazare                                     | Limoges                                          | Schloss                 | |      |
| Schloss Salvanet Château de Salvanet                                             | Saint-Priest-Taurion                             | Schloss                 | |      |
| Schloss Teillet Château de Teillet                                               | Bonnac-la-Côte                                   | Schloss (Herrenhaus)    | |      |
| Schlösser Trasforêt Châteaux de Trasforêt                                        | Ambazac                                          | Schloss                 | |      |
| Schloss Traslage Château de Traslage                                             | Vicq-sur-Breuilh                                 | Schloss                 | |      |
| Schloss Vauguenige Château de Vauguenige                                         | Saint Pardoux                                    | Schloss                 | |      |
| Schloss Vicq-sur-Breuilh Château de Vicq-sur-Breuilh (Château vieux)             | Vicq-sur-Breuilh                                 | Schloss                 | |      |